# Superior, Iowa
Superior är en ort i Dickinson County i Iowa. Vid 2010 års folkräkning hade Superior 130 invånare.